# カジちゃん
カジちゃん、せいちゃんは、2002年（平成14年）12月30日頃から新潟県北蒲原郡聖籠町次第浜の加治川の河口付近に出没していたゴマフアザラシである。体長約80cmで子供とみられる。

## 概要
多摩川のタマちゃん、宮城県歌津町のウタちゃんに続く第3の漂流アザラシの出現に多くの見物客が集まった。
川の名前をとって「カジちゃん」と呼ばれる他「タマちゃん」「ゴマちゃん」とも呼ばれていたが、2003年（平成15年）1月6日、町が町名に因んで「せいちゃん」と命名し、町観光協会のホームページなどで宣伝したところ、町や協会に賛否のメールが相次ぐようになり、愛称論争が引き起こされた。
9日午後には加治川河口から南へ6km離れ同町と新潟市にまたがる新潟東港に同じアザラシが現れ、14日にも姿を見せたがそれ以来姿を消した。